# 云洞岩摩崖刻石
云洞岩摩崖刻石，位于中国福建省漳州市龙文区蓝田镇鹤鸣山，为一个省级文物保护单位，类型为石刻及造像，为第二批福建省文物保护单位，公布时间为1985年10月11日。
云洞岩摩崖刻石的历史年代为五代至清。